# Jelenia Góra
Jelenia Góra (Hirschberg jusqu'en 1945) est une ville de la voïvodie de Basse-Silésie, en Pologne. Elle est le chef-lieu du powiat de Jelenia Góra ainsi que du powiat-Ville de Jelenia Góra. Cette ville fut le chef-lieu de la Voïvodie de Jelenia Góra entre 1975 et 1998 et est aujourd'hui la 4e plus grande ville de Basse-Silésie.

## Histoire

### Après la conquête prussienne

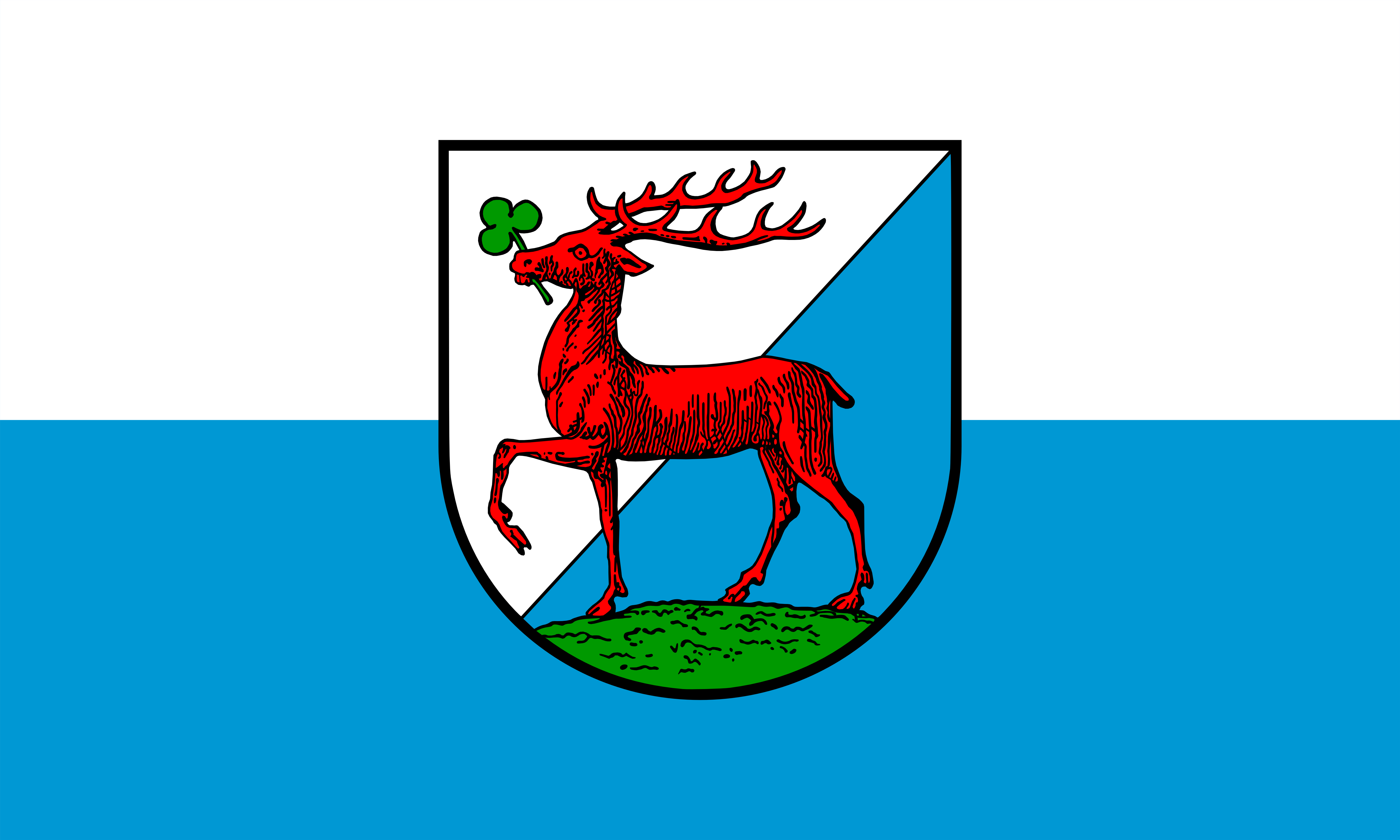
Drapeau de la ville de Hirschberg.

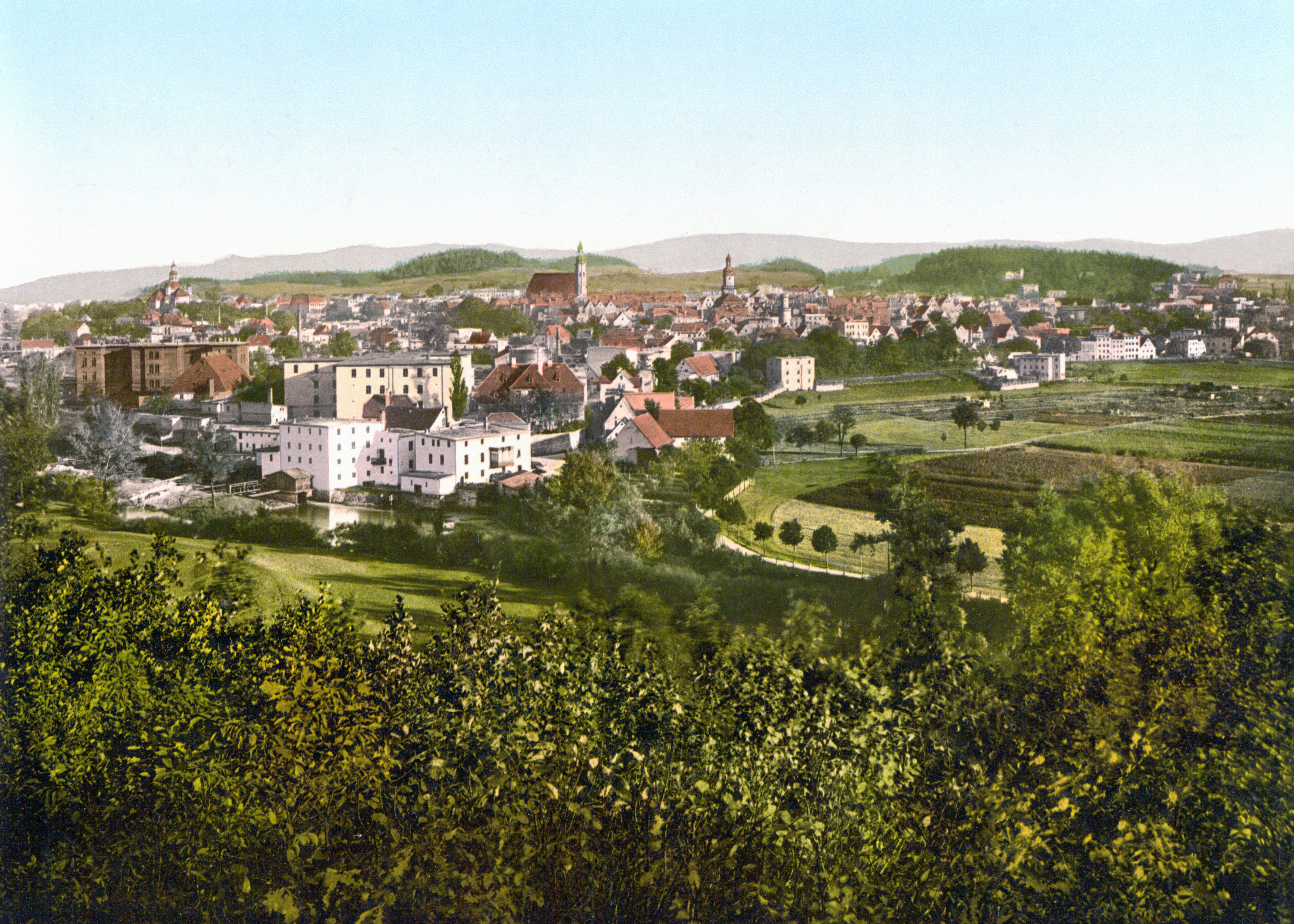
Hirschberg vers 1895.

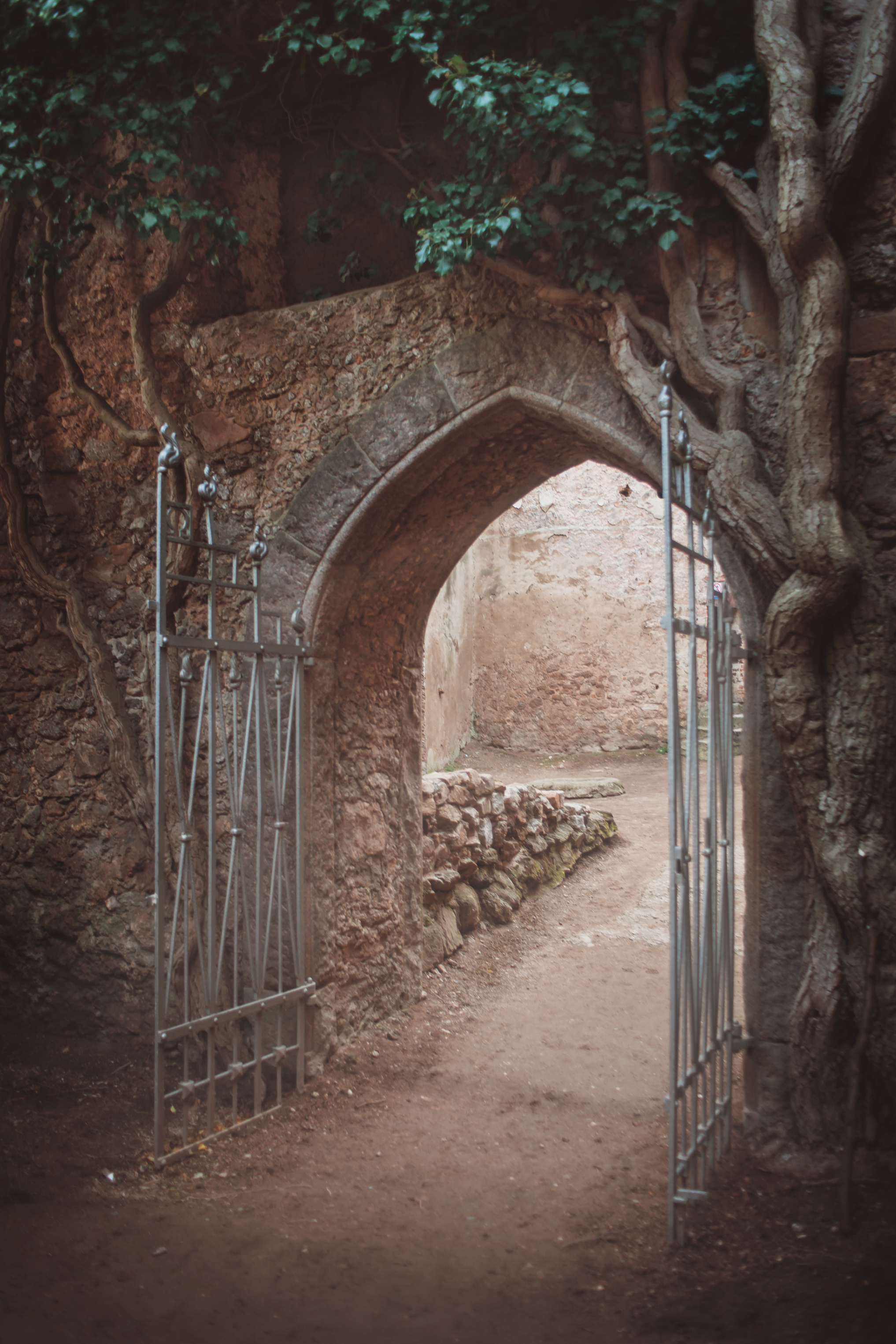
Au Zamek Chojnik à Jelenia Góra. Janvier 2018.

Hirschberg avait été conquise par la Prusse au terme de la Première guerre de Silésie. Coupée dans un premier temps de ses traditionnels débouchés de Bohême et d'Autriche, cette ville drapière, florissante depuis le XVIe siècle, connut un net recul de son activité.
Avec la réforme administrative de la Prusse, Hirschberg fut rattachée en 1815 à la province de Silésie et devint en 1816 le chef-lieu de l'arrondissement d'Hirschberg-des-Monts-des-Géants. La révolution industrielle provoqua une diversification des activités : outre les filatures de lin, la ville vit l'installation d'ateliers de mécanique, d'une papeterie et d'une cimenterie, de moulins à farine et de scieries. En 1866, la ville fut reliée par voie ferrée à Görlitz et Berlin, et l'année suivante, elle est connectée à la ligne Waldenburg–Breslau : avec son paysage montagnard, elle devient un lieu touristique apprécié. Au cours du XIXe siècle, la vallée de Hirschberg se couvre de châteaux, tels ceux du prince Guillaume à Fischbach (auj. Karpniki), ou celui de Schildau (qui a appartenu à la princesse Louise de Prusse).
Le 1er avril 1922, Hirschberg obtint le statut de ville-arrondissement. En 1924 elle annexa le District du domaine de Hartau, et en 1928 le District du domaine de Schwarzbach. Le 9 juillet 1927 changea de nom : appelée jusque-là Hirschberg-de-Silésie, elle devint Hirschberg im Riesengebirge (abréviation postale Hirschberg i. Rsgb.). En 1936 une usine de viscose s'établit dans cette ville.

## Seconde Guerre Mondiale
Des déportés politiques « Nacht und Nebel » sont déportés dans la prison et un camp annexe du KZ Groß-Rosen. Ils travaillent pour les firmes « Askania Werke » et « Phrix Werke ».
Entre le 15 novembre 1944 et la fin du mois de janvier 1945, une petite centaine de Français sont arrêtés par la Gestapo à Hirschberg. Cette vague de répression au sein de la population française de la ville a pour objectif le démantèlement d’un groupe de résistance, dit « FFI 667 », qui s’est progressivement constitué dans la région. Il est accusé d’avoir « pour projet d’intervenir à l’approche des troupes soviétiques sur les arrières allemands ». En réalité, son activité principale est l’organisation de l’écoute clandestine des radios étrangères, ainsi que la diffusion des nouvelles auprès des travailleurs étrangers des environs. Il semble également qu’il ait travaillé au développement du sabotage au sein des usines et à l'évasion de prisonniers de guerre vers la France,.
Au total, 85 Français arrêtés durant cette période à Hirschberg ont pu être identifiés. À l’intérieur de ce groupe, 74 sont des prisonniers de guerre transformés en travailleurs libres appartenant au Kommando 310 du Stalag VIII A et astreints au travail dans plusieurs usines de la ville et de ses environs immédiats, en particulier la Zellwolle, une importante fabrique de viscose. On note également la présence de 8 requis du travail.
Tous sont d'abord conduits à la Gestapo d'Hirschberg pour interrogatoires, mais 15 (peut-être 16, selon les témoignages) sont fusillés le 18 février 1945, à proximité du cimetière d'Hirschberg. Ces Français seraient les responsables du groupe et auraient été exécutés sommairement pour cette raison. La présence d'Albert Lemieux parmi eux, considéré comme le chef du groupe « FFI 667 », permet de confirmer en partie cette hypothèse. Mais le fait que ces 15 Français aient été arrêtés à la fin du mois de janvier 1945 laisse aussi supposer qu'avec l'avancée des troupes russes, le processus de déportation vers Groß-Rosen était rompu et que ces prisonniers devenaient « encombrants ».
Les autres Français, arrêtés de la mi-novembre aux premiers jours du mois de décembre, sont rassemblés à l'intérieur du camp de déportés juifs de la Zellwolle Werke à Hirschberg, dépendant de Groß-Rosen.
La ville est libérée le 8 mai 1945.
Pendant la Seconde Guerre mondiale, la ville n'a pas subi de dommages et a été occupée par les troupes soviétiques après la capitulation de l'Allemagne le 8 mai 1945. Après la fin de la Seconde Guerre mondiale en 1945, la ville a été placée sous administration polonaise conformément aux décisions de la conférence de Potsdam et est devenue officiellement connue sous son nom polonais de Jelenia Góra.

### Personnalités connues
- Édouard Galletier, Ancien combattant et grand mutilé de la guerre 1914-1918, latiniste, recteur d’académie de Rennes Déporté politique, interné dans la prison.

## Géographie
La ville est située dans la partie nord de la vallée de Jelenia Góra et est entourée de montagnes à l'ouest. Située tout près des Monts des Géants, Jelenia Góra est un important centre de tourisme en Pologne. Tout ut près de la ville, se situent quelques stations de ski dont Karpacz et Szklarska Poręba. Le quartier Cieplice Śląskie-Zdrój dans le sud-ouest de la ville est une station thermale importante. Jelenia Góra est arrosée par le Bóbr.

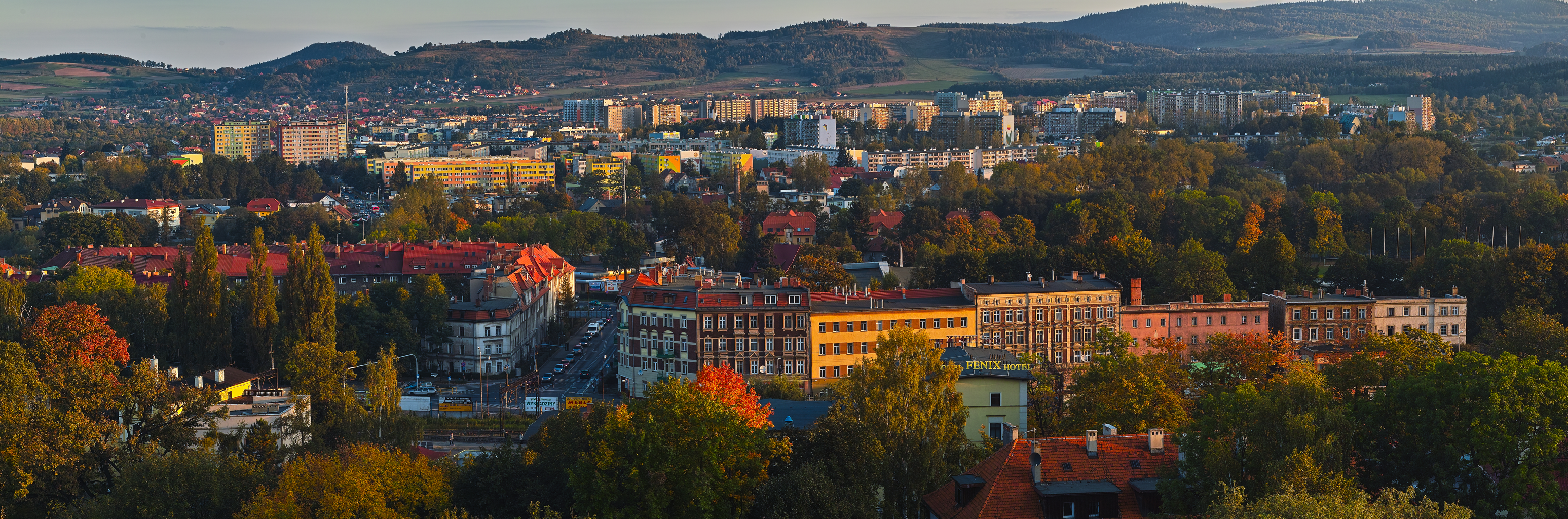
Vue panoramique de la ville.

## Jumelages
La ville de Jelenia Góra est jumelée avec :
- Bautzen (Allemagne)
- Cervia (Italie)
- Erftstadt (Allemagne)
- Jablonec nad Nisou (Tchéquie)
- Randers (Danemark)
- Sievierodonetsk (Ukraine)
- Tequila (Mexique)
- Tyler (États-Unis)
- Valkeakoski (Finlande)
- Vladimir (Russie)
- Heidelberg (Allemagne)
- Changzhou (Chine)

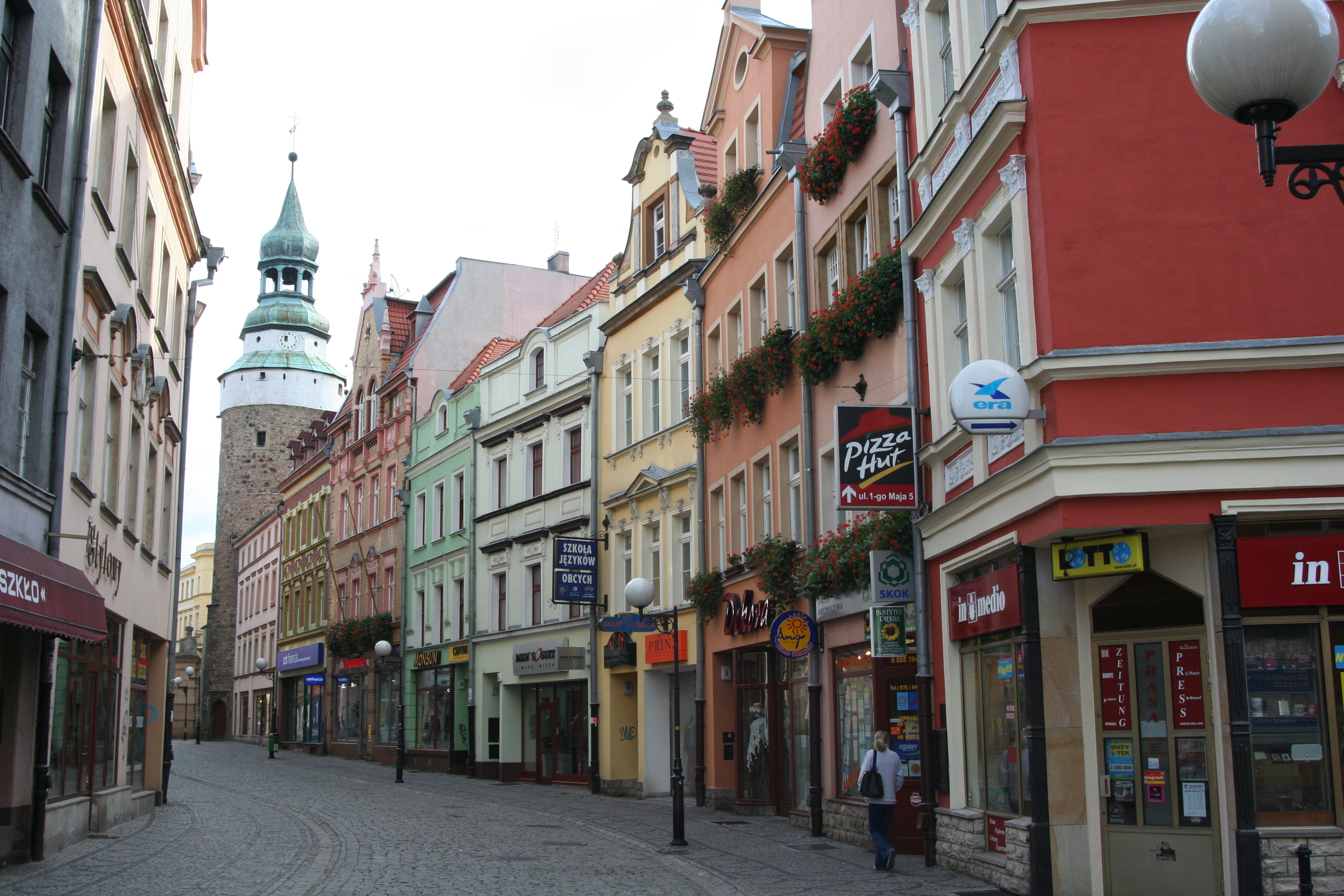
La rue Konopnicka.
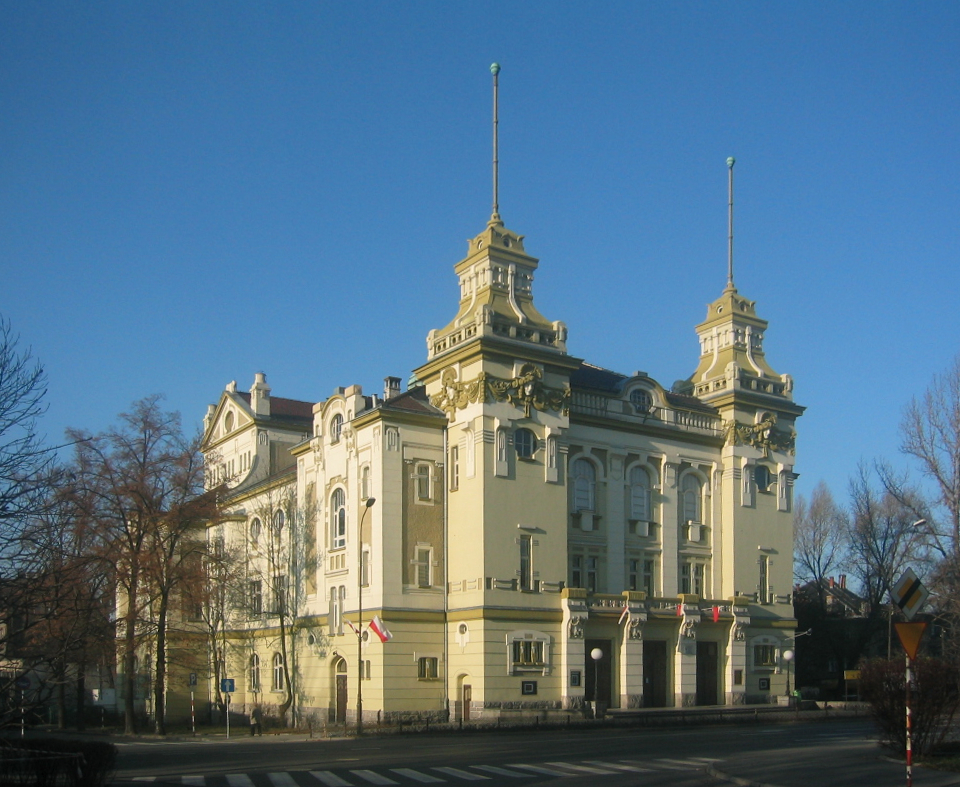
Le théâtre.
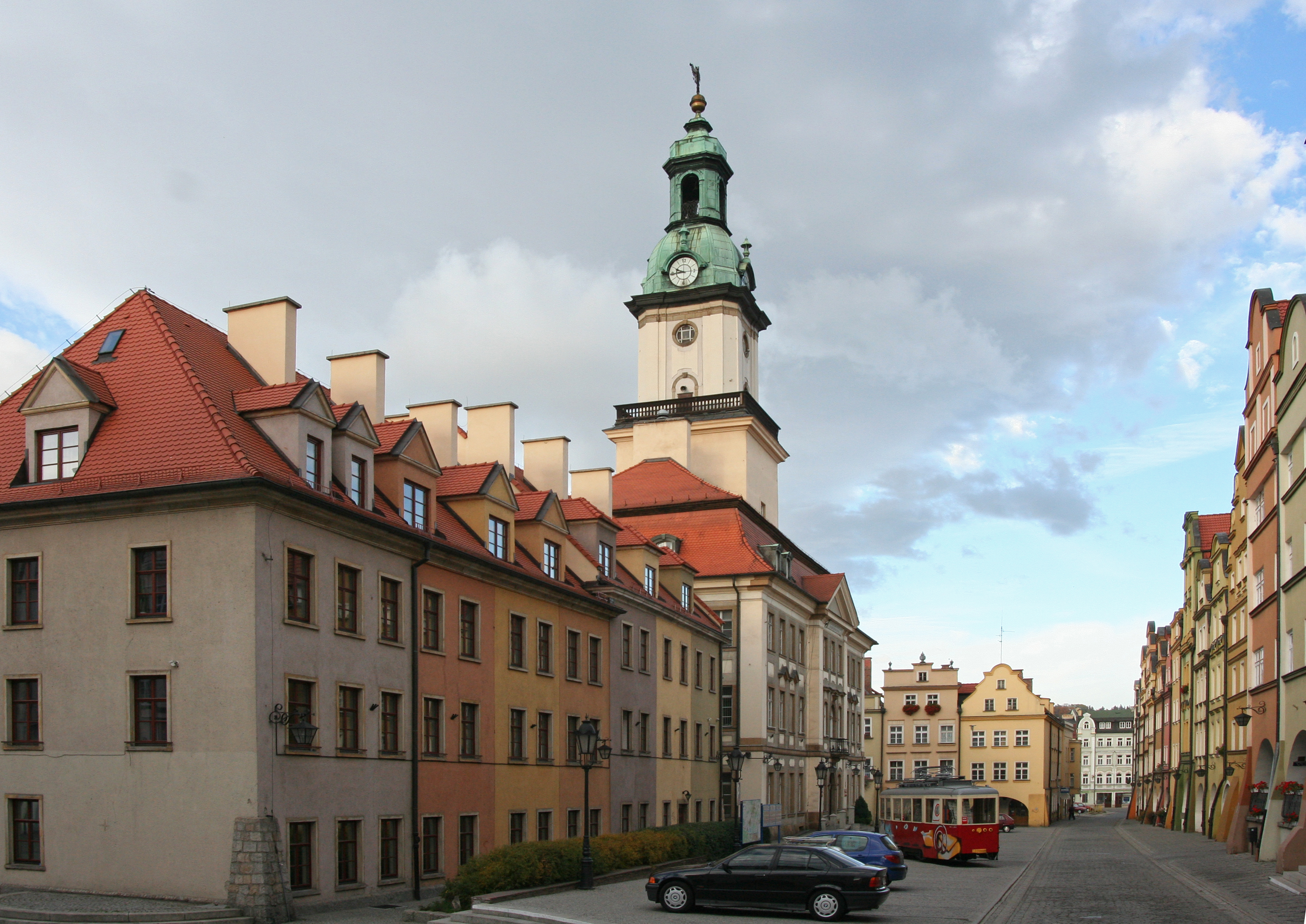
L'hôtel de ville.